# Prolylendopeptidase
Prolylendopeptidase (Prolyl-endo-Peptidase, PEP), auch Prolyloligopeptidase (Prolyl-Oligopeptidase, POP) genannt, ist ein Enzym, das als Endopeptidase eine spezifische Peptidbindung innerhalb eines kurzen Polypeptids trennt und es so spaltet.
Prolylendopetidasen spielen im Menschen bei der Produktion und dem Abbau von Peptidhormonen und Neuropeptiden eine Rolle. Es handelt sich dabei um Serinproteasen, wie sie in allen Lebewesen zu finden sind. Inhibitoren der PEP können die Konzentration mehrerer Neuropeptide im Gehirn erhöhen; bei Ratten als Versuchstieren war dies mit einer gesteigerten Gedächtnisleistung verbunden. PEPs sind daher ein interessantes Target für die Pharmaindustrie.

## Genetik und Aufbau
Das für die Prolylendopeptidase codierende PREP-Gen befindet sich beim Menschen auf Chromosom 6 Genlocus q22.  Es besteht aus 2562 Basenpaaren. Im menschlichen Genom  wurden keine homologen Gene identifiziert.
Das Genprodukt besteht beim Menschen aus 710 Aminosäuren und hat eine molare Masse von 80.751 Dalton.

## Funktion

Der Naturstoff Berberin ist ein Inhibitor für Prolylendopeptidase

Auch das Flavonoid Baicalin hemmt PEP

Prolylendopeptidase ist eine Prolin-spezifische Protease. Sie spaltet Peptide bis zu einer Größe von meist maximal 10 kDa (≈30 Aminosäuren) am C-Terminus von Prolin (daher auch der Name). Man spricht auch von einer post-Prolin-spaltenden Endopeptidase. Dazu muss das Prolin in trans-Konfiguration vorliegen. Prinzipiell können auch längere prolinhaltige Peptide gespalten werden, wenn diese eine leicht aufzufaltende Sekundärstruktur haben und so über den N-Terminus in den zentralen Kanal der Prolylendopeptidase eindringen können. So kann beispielsweise das 40 kDa schwere p40-Phox-Protein mittels Prolylendopeptidase gespalten werden.
Auch wenn Struktur, katalytischer Mechanismus und Substratspezifität von PEP weitgehend bekannt sind, so ist das Wissen über die physiologische Funktion dieses Enzyms noch sehr vage. Bei einer Reihe psychischer Störungen und neurodegenerativer Erkrankungen spielt PEP offensichtlich eine Rolle. Bei einigen Krankheitsbildern, wie Bipolaren Störungen und Schizophrenie ist die Aktivität der Prolylendopeptidase erhöht, bei anderen, wie beispielsweise Alzheimer, Parkinson, Lewy-Körper-Demenz und Chorea Huntington erniedrigt. Es wird daher vermutet, dass PEP an neurodegenerativen Prozessen beteiligt ist.
Dafür spricht auch, dass durch die Gabe des Antiepileptikums Valproinsäure oder des Antidepressivums Fluoxetin (Prozac), die Aktivität von PEP im Serum auf normale Werte gesenkt werden kann. Mittlerweile ist eine Reihe von spezifischen Inhibitoren für Prolylendopeptidase bekannt. Beispielsweise das Alkaloid Berberin oder das Flavonoid Baicalin. PEP-Inhibitoren sind im Tiermodell Maus in der Lage induzierte Gedächtnisstörungen teilweise oder gar vollständig zu beheben. Einige dieser Verbindungen sind als potenzielle Nootropika oder Antidepressiva in der klinischen Erprobung. Die genauen molekularen Mechanismen über den Einfluss von PEP sind jedoch noch weitgehend unklar.

## Vorkommen
Das Enzym wurde 1971 erstmals aus der Gebärmutter einer Frau isoliert. PEP findet sich in allen Säugetieren, beispielsweise in den Muskeln, Nieren, Lungen oder dem Gehirn. In malignen Tumoren wird PEP überexprimiert. Im gesunden Gehirn, und dort speziell in der Großhirnrinde und im Neostriatum, ist die Aktivität besonders hoch. Weitgehend unklar ist indes, in welchen Zellkompartimenten sich das Enzym befindet. Es wurde im Zytosol, im Zellkern, synaptosomal und extrazellulär nachgewiesen, allerdings spricht die Proteinsequenz eher für ein rein intrazelluläres Vorkommen.

## Produkte
Es werden in Deutschland Nahrungsergänzungsmittel für Gluten-/Weizensensibilität mit diesem Enzym in den Verkehr gebracht, zum Beispiel das Präparat „Gluteostop“.

## Weiterführende Literatur
- P. Morain u. a.: S 17092: a prolyl endopeptidase inhibitor as a potential therapeutic drug for memory impairment. Preclinical and clinical studies. In: CNS Drug Rev 8, 2002, S. 31–52. PMID 12070525 (Review)
- K. Toide u. a.: A novel prolyl endopeptidase inhibitor, JTP-4819 – its behavioral and neurochemical properties for the treatment of Alzheimer's disease. In: Rev Neurosci 9, 1998, S. 17–29. PMID 9683325 (Review)
- K. Kimura u. a.: Prolyl endopeptidase inhibitors derived from actinomycetes. In: Bioscience, Biotechnology, and Biochemistry 61, 1997, S. 1754–1756. PMID 9362123 (Review)
- K. Nomura: Specificity of prolyl endopeptidase. In: FEBS Lett 209, 1986, S. 235–237. PMID 3539636